# Michael Roth (Kybernetiker)

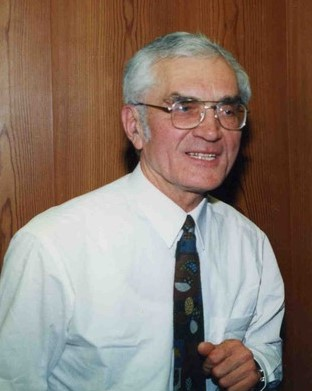
Michael Roth (2017)

Michael Roth (* 18. Juni 1936 in Kleinlomnitz, Tschechoslowakei; † 23. Juli 2019 in Ilmenau) war ein deutscher Ingenieur und Professor für Automatisierungstechnik. Er forschte speziell auf den Gebieten Mikroprozessortechnik, Informatik und Gesellschafts- sowie Wissenschaftstheorie. Roth gehörte zu den Pionieren der Computertechnik in Deutschland.

## Leben
Roth absolvierte zunächst eine Berufsausbildung als Schlosser sowie als Programmierer. Sein Hochschulstudium nahm er im Jahr 1957 an der Technischen Hochschule Ilmenau in der Fachrichtung Elektrotechnik auf und vertiefte es insbesondere im Fach Regelungstechnik bei Karl Reinisch. Im Jahr 1963 erwarb er den akademischen Grad Diplom-Ingenieur (Dipl.-Ing.). Anschließend war er in Ilmenau am Institut für maschinelle Rechentechnik als wissenschaftlicher Assistent tätig. Diese Tätigkeit schloss er im Jahr 1967 mit der Promotion zum Doktoringenieur (Dr.-Ing.) erfolgreich ab. Die Dissertation wurde auf dem Gebiet der Computertechnik zum Hybridrechnerentwurf erarbeitet. Sie stellte eine wesentliche Grundlage für sein späteres Forschungsprofil dar. Anschließend absolvierte er 1967/68 ein Zusatzstudium am Moskauer Energetischen Institut.
Roth wurde im Jahr 1970 als Hochschuldozent (entsprach C3-Professor) an der TH Ilmenau, Sektion Technische und biomedizinische Kybernetik (TBK) berufen (Direktor: Karl Reinisch). Er entwickelte dort im Zusammenwirken mit Fachgremien in der Kammer der Technik sowie der Elektronikindustrie in Thüringen das neue Fachgebiet „Mikrocomputertechnik“, vertrat es als eigenständiges Lehrfach und veröffentlichte hierzu Fachbücher in mehreren Auflagen.
Roth förderte die Markteinführung der Mikrocomputertechnik nicht nur mit seinen Forschungs- und Entwicklungsarbeiten, sondern auch durch seine Mitwirkung an Weiterbildungsmaßnahmen für diese industrielle Technik sowie durch spezielle Buchpublikationen. Als Wissenschaftler beschäftigte er sich inhaltlich vorwiegend mit Fragen zur Entwicklung von Komponenten und Werkzeugen für intelligente Automatisierungssysteme.
Im Jahr 1978 erfolgte seine Berufung als Ordentlicher Professor für Automatik und technische Kybernetik an der TH Ilmenau. Diese Berufung entsprach seinen damaligen Kenntnissen und seinem Erfahrungsschatz. Er erweiterte später die Ausbildung von Ingenieuren mit Abschlüssen in der im deutschsprachigen Raum damals seltenen Spezialisierung für Mikroprozessortechnik durch seine neuen Lehrveranstaltungen und unterlegte diese inhaltlich durch spezielle Lehrbücher.
Aus der Kooperation mit seinen Professorenkollegen – zu denen auch das Rechenzentrum mit seinem Direktor Reinhold Schönefeld gehörte, gingen für die Mikroprozessortechnik an der TH Ilmenau umfangreiche Forschungs- und Praktikumseinrichtungen auf industrienahem Niveau hervor, die ein Alleinstellungsmerkmal gegenüber vergleichbaren Hochschuleinrichtungen im deutschsprachigen Raum darstellten. Roth trug hiermit zum Aufbau und zur Profilierung von Lehre und Forschung an der Sektion Technische und Biomedizinische Kybernetik bei. Zugleich arbeitete er beim Technologietransfer in die umliegenden Computerbetriebe mit.
Bei seiner Tätigkeit entwickelte Roth verschiedene Mikrocontrolleranwendungen und -implementierungen. Er gewann dabei Erfahrungen in den Programmiersprachen sowie im Umgang mit den dazugehörigen Entwicklungswerkzeugen sowie Hard- und Softwarekomponenten. Der Einsatz von Visualisierungssystemen erfolgte zur rationellen Mensch-Maschine-Kommunikation. Arbeiten zum Einsatz in praktischen Anwendungen und Demonstrationsobjekten erweiterten seine Kenntnisse und Erfahrungen im Bereich der Programmierung. Weiterhin erlangte er einen fundierten Kenntnisstand auf dem Gebiet der Datenkommunikation und den damit verbundenen Teilbereichen.
Roth sah dieses Fachgebiet keineswegs als technologisch abgeschlossen. Daher arbeitete er permanent am wissenschaftlichen Vorlauf für künftige Lösungen im engen Kontakt mit Industrie- und Forschungspartnern. Über seine Gremienarbeit in der „Gesellschaft für Informatik der DDR“ (Vorsitzender: Gerhard Merkel) zusammen mit spezifischen Buch- und Zeitschriftenpublikationen konnte er dazu beitragen, dass dem neuen Fachgebiet „Mikroprozessortechnik“ eine DDR-weite Beachtung verschafft wurde.
Darüber hinaus war Roth seit seinen frühen Jahren an einer übergeordneten Betrachtung von Wissenschaftsentwicklungen interessiert. So entstand auch im Jahr 1986 seine Habilitationsarbeit an der TU Dresden auf dem Gebiet Wissenschaftstheorie.

## Wissenschaftliche Funktionen
Roth war zunächst Wissenschaftsbereichsleiter Informationsverarbeitung in der Sektion TBK. Anschließend wurde er ab 1975 als Nachfolger von Siegfried Pilz zum Direktor dieser Sektion ernannt, ihm folgte ab 1983 Manfred Günther in diesem Amt. Auf der Grundlage seiner spezialisierten Forschungsarbeiten wurde er zum Mitbegründer des Fachstudiums „Technische Informatik/Computertechnik“. Darüber hinaus war er Gründer des postgradualen Studiums zum Fachingenieur „Mikroprozessortechnik“.
Roth war Gründer und Herausgeber der Fachzeitschrift „MP Mikroprozessortechnik“ beim Verlag Technik Berlin. Die langwierigen Prozesse bei dieser Gründung unter DDR-Bedingungen schilderte er beim Abendgespräch in einer Fachausschuss-Tagung der Kammer der Technik im April 1982 in Angelroda: 15 Jahre lang engagierte er sich, bis eine kleine Auflage der „Mikroprozessortechnik“ erscheinen durfte. „Informatik“ durfte sie nicht heißen, da SED-Politbüromitglied Günter Mittag dies als „Westbegriff“ ansah. Das Papier-Kontingent-Gegenargument musste ebenso überwunden werden wie die Vorhaltung, dass es 28 Jahre lang im VEB Verlag Technik keine neue Zeitschrift gegeben habe.
Sein Wirken als Mitbegründer der Zeitschrift Ethik und Sozialwissenschaften, ein Streitforum für Erwägungskultur beim Westdeutschen Verlag, verdeutlicht seine Fähigkeit zum unkonventionellen Denken (Querdenken) sowie sein Interesse an Zukunftsfragen.
Roth war langjähriger Landesvorsitzender Thüringen im Verband Hochschule und Wissenschaft (VHW) im Deutschen Beamtenbund, zugleich Mitglied des Bundesvorstandes des VHW in Bonn (damaliger Vorsitzender: Reinhard Kuhnert).
Im Expertenrat „Delphi-Prognose“ der Fraunhofer-Gesellschaft wirkte Roth als Gutachter.

## Arbeitsgebiete
Michael Roth überdeckte eine breite Palette von Arbeitsgebieten:
- Automatisierungstechnik
- Technische Kybernetik
- Computertechnik
- Informatik und Gesellschaft
- Informationsgesellschaft
- Wissensgesellschaft
- Evolution der Gesellschaft sowie
- Universitäten und Hochschulen.

Über seine Forschungsresultate hat Roth zahlreiche Vorträge auf wissenschaftlichen Veranstaltungen und Messen gehalten, deren Durchführung er teilweise selbst angeregt und mitorganisiert hat. Seine wissenschaftlichen Publikationen spiegeln zugleich seine Teamarbeit wider und umfassen über 100 Arbeiten, davon mehrere Bücher mit bis zu fünf Auflagen. Parallel dazu erfolgte seine Mitarbeit an verschiedenen Gutachten.

## Veröffentlichungen (Auswahl)
- Verwendung nichtlinearer Strukturen in steuerbaren Hochgeschwindigkeits-Operationsverstärkern. Dissertation, TH Ilmenau, Fakultät für naturwissenschaftlich-technische Grundlagen, Ilmenau 1967.
- Elektronische Bauelemente der technischen Kybernetik. In: Funktionseinheiten der technischen Kybernetik, 8. Lehrbrief (F 77/8), Lehrbriefe für das Hochschulfernstudium, hrsg. von der Zentralstelle für das Hochschulfernstudium des Ministeriums für Hoch- und Fachschulwesen 1974.
- Elektronische analoge und hybride Funktionseinheiten. In: Funktionseinheiten der technischen Kybernetik, 10. Lehrbrief (F 77/10), Lehrbriefe für das Hochschulfernstudium, hrsg. von der Zentralstelle für das Hochschulfernstudium des Ministeriums für Hoch- und Fachschulwesen 1974.
- mit Werner Kriesel: Elektronische digitale Funktionseinheiten. In: Funktionseinheiten der technischen Kybernetik, 11. Lehrbrief (F 77/11), Lehrbriefe für das Hochschulfernstudium, hrsg. von der Zentralstelle für das Hochschulfernstudium des Ministeriums für Hoch- und Fachschulwesen 1974.
- Mikroprozessoren. Wesen, Technologie, Weiterentwicklung, Aufbau, Programmierung, Anwendung. Wissenschaftliche Zeitschrift und Kammer der Technik-Hochschulsektion an der TH Ilmenau, Ilmenau 1977, 2. Und 3. Auflage 1978, 4. Auflage 1979, 5. Auflage, KDT-Bezirksverband, Suhl 1980.
- mit Todor Shergowski, Walter Krug: Speicherschaltkreise der Mikroprozessortechnik. Institut für Film, Bild und Ton, Berlin 1982.
- mit Todor Shergowski, Walter Krug: Funktionsblöcke ausgewählter Mikroprozessoren. Institut für Film, Bild und Ton, Berlin 1982.
- mit Todor Shergowski, Ilse Renner: Peripherie-Schaltkreise der Mikroprozessortechnik. Institut für Film, Bild und Ton, Berlin 1983.
- Evolution und Kooperation – Mensch und intelligenter Automat (Analysen und Hypothesen). Habilitation (Dissertation B), Technische Universität, Dresden 1986.
- Michael Roth (Hrsg.): Beiträge zur Mikrocomputertechnik. Verlag Technik, Berlin 1986, ISBN 3-341-00150-6.
- mit Helga Schwietzke: Mikroprozessor-Architekturen. Institut für Film, Bild und Ton, Berlin 1988.
- Die intelligente Maschine – der Computer als Experte. Urania-Verlag, Leipzig; Jena; Berlin 1988, ISBN 3-332-00219-8.
- mit Klaus Kaplick, Dieter Orlamünder, Heinz Bergmann: Computertechnik von A bis Z. Hrsg.: Jochen Horn. Fachbuchverlag, Leipzig 1990, ISBN 3-343-00563-0.
- Universitäten – Hochschulen: akademisch – technologisch? Verband Hochschule und Wissenschaft, VHW-Mitteilungen 1/1994.
- Grundlegende Merkmale der gesellschaftlichen Evolution zur Wissensgesellschaft. Verband Hochschule und Wissenschaft, VHW-Mitteilungen 10/1997.
- Postulate zum Wandel der High-Tech-Industriegesellschaft zur High-Org-Wissensgesellschaft. In: Christiane Floyd, Christian Fuchs, Wolfgang Hofkirchner (Hrsg.): Stufen zur Informationsgesellschaft. Festschrift zum 65. Geburtstag von Klaus Fuchs-Kittowski. Peter Lang – Europäischer Verlag der Wissenschaften, Frankfurt am Main; Berlin; Bern; Bruxelles; New York; Oxford; Wien 2002, ISBN 3-631-37642-1.
- Die Zukunft der „Universität in der Wissensgesellschaft“. In: Klaus Fuchs-Kittowski; Rainer E. Zimmermann (Hrsg.): Kybernetik, Logik, Semiotik. Philosophische Sichtweisen. Tagung aus Anlass des 100. Geburtstages von Georg Klaus. trafo Wissenschaftsverlag, Berlin 2015 (Abhandlungen der Leibniz-Sozietät der Wissenschaften, Bd. 40), S. 425–440, ISBN 978-3-86464-095-7.
- Immunsysteme in der biologischen, informationstechnischen und sozialen Evolution. In: Frank Fuchs-Kittowski; Werner Kriesel (Hrsg.): Informatik und Gesellschaft. Festschrift zum 80. Geburtstag von Klaus Fuchs-Kittowski. Peter Lang Internationaler Verlag der Wissenschaften, PL Academic Research, Frankfurt a. M.; Bern; Bruxelles; New York; Oxford; Warszawa; Wien 2016, ISBN 978-3-631-66719-4 (Print), E-ISBN 978-3-653-06277-9 (E-Book).